# Guaranyperla beckeri
Guaranyperla beckeri är en bäcksländeart som beskrevs av Froehlich 2001. Guaranyperla beckeri ingår i släktet Guaranyperla och familjen Gripopterygidae. Inga underarter finns listade i Catalogue of Life.